# Biskopsö, Nagu
Biskopsö är en ö i Finland. Den ligger i Skärgårdshavet, mellan Lillandet och Storlandet i kommundelen Nagu i Pargas stad i landskapet Egentliga Finland, i den sydvästra delen av landet. Ön ligger omkring 5 kilometer nordost om Högsar, 3 kilometer sydost om Nagu kyrka, 37 kilometer sydväst om Åbo och omkring 170 kilometer väster om Helsingfors. Sedan Vikom-färjan avskaffades går Skärgårdsvägen över ön.

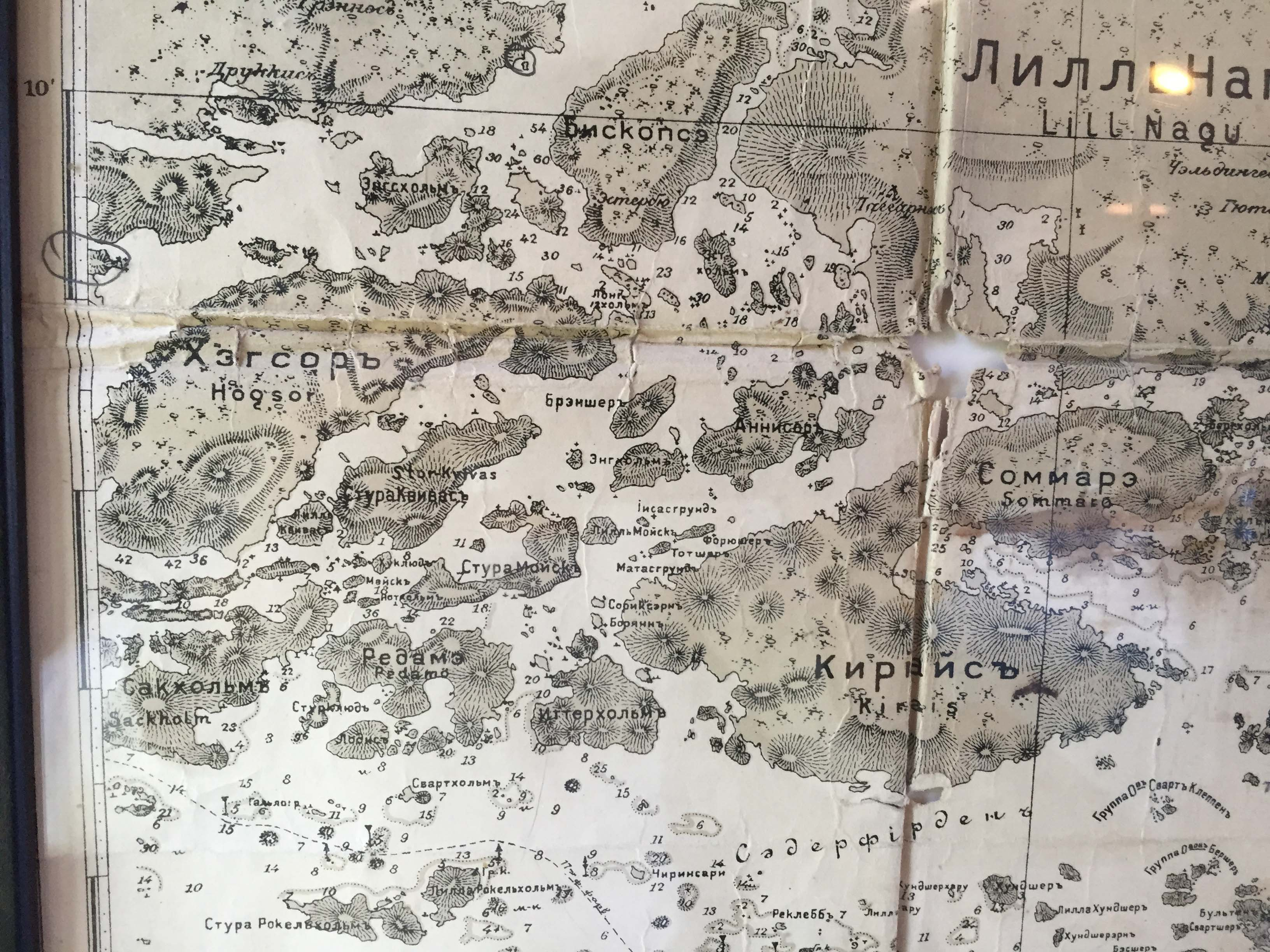
Rysk karta av Biskopsö och Kirjais

Öns area är 2,57 kvadratkilometer och dess största längd är 2,8 kilometer i sydväst-nordöstlig riktning.